# 4,5"/45 QF Mark I, III, IV
4,5"/45 QF Mark I, III, IV — варианты британского 113-миллиметрового (4,45") универсального орудия, применявшегося Королевским флотом Великобритании во Второй мировой войне. Находились на вооружении линейных кораблей типа «Куин Элизабет», линейного крейсера «Ринаун», авианосцев типа «Илластриес» и «Имплекейбл». После Второй мировой войны этими орудиями оснащались авианосцы «Арк Ройял» и «Игл», а также эсминцы типов Z, Ca,  Ch, Co , Cr и «Бэттл». Разрабатывалось, прежде всего, как зенитное орудие, в этом качестве оказалось сравнительно эффективным.
На основе этого орудия в дальнейшем была разработана универсальная пушка 4.5"/45 QF Mark V.